# Ашкенази
Ашкенази е името, което носят евреите, заселили Централна и Източна Европа, основно Германия, Полша, Франция, Украйна и Русия. Те вероятно са наследници на хазарите, но след 10 век и разпадането на Хазарския хаганат се разселват в по-широки райони на Източна и Централна Европа. Периодът около началото на 10 век е наричан заради тях „Ашкеназ“. Развиват собствени обичаи и закони, което ги разграничава от другата част на еврейския народ — сефарадите. Създават собствен език — идиш, възникнал като комбинация от немски диалекти в райони със славянско и еврейско влияние. До началото на Холокоста ашкеназите представляват над 90% от всички евреи в света.